# Laming Worthington-Evans
Sir Laming Worthington Worthington-Evans, 1. baronet z Colchesteru (Sir Laming Worthington Worthington-Evans, 1st Baronet Worthington-Evans of Colchester) (23. srpna 1868 – 14. února 1931) byl britský politik. Kromě služby v armádě byl dlouholetým poslancem Dolní sněmovny (1910–1931). V meziválečném období zastával několik funkcí ve vládě, dvakrát byl ministrem války (1921–1922 a 1924–1929).

## Životopis
Pocházel z rodiny Evansů, byl synem Worthingtona Evanse, pokřtěn byl jako Laming Worthington Evans (Worthington bylo druhé křestní jméno, příjmení Worthington-Evans začal užívat až v roce 1916 při povýšení do šlechtického stavu). Studoval práva, poté jako dobrovolník sloužil v armádě a dosáhl hodnosti kapitána (1897). Později vstoupil do politiky a od roku 1910 až do smrti byl poslancem Dolní sněmovny za Konzervativní stranu. Za první světové války znovu vstoupil do armády a užíval dočasnou hodnost majora. Brzy se ale vrátil do Londýna a byl inspektorem pro obchod na ministerstvu zahraničí, poté zastával funkci parlamentního tajemníka na ministerstvu pro výrobu munice (1916–1918). V roce 1916 získal šlechtický titul baroneta (predikát of Colchester byl odvozen od jména města, které reprezentoval v parlamentu). V letech 1918–1919 krátce vykonával funkci ministra pro blokádu, která byla po první světové válce zrušena. Poté byl ministrem národních důchodů (1919–1920), v roce 1919 byl zároveň jmenován členem Tajné rady. V letech 1920–1921 byl státním sekretářem bez portfeje a po Winstonu Churchillovi pak převzal ministerstvo války (1921–1922). Po pádu koaliční Lloyd Georgovy vlády nezískal v následujícím kabinetu Bonar-Lawa žádnou funkci, až v Baldwinově vládě obdržel post generálního poštmistra (1923–1924). Po krátké epizodě labouristické vlády v roce 1924 pak v druhé Baldwinově vládě zastával pět let funkci ministra války (1924–1929). V roce 1922 byl dekorován Řádem britského impéria.
Po odchodu z vlády zůstal do smrti poslancem Dolní sněmovny, zemřel 14. února 1931 ve věku nedožitých 63 let, je pohřben ve Westminsterském opatství. Měl dvě děti, dědicem titulu baroneta byl syn William Worthington-Evans, 2. baronet (1904–1971).